# Марко Бурх
Марко Бурх (нім. Marco Burch, нар. 19 жовтня 2000, Зарнен, Швейцарія) — швейцарський футболіст, центральний захисник польського клубу «Легія» (Варшава).

## Ігрова кар'єра

### Клубна
Марко Бурх є вихованцем клубу «Люцерн», де він почав грати в молодіжній команді з 2011 року. Влітку 2019 року футболіста було переведено до першої команди в той час Бурх підписав з клубом перший професійний контракт до червня 2022 року. 7 грудня 2019 року у матчі чемпіонату країни проти «Янг Бойз» Бурх дебютував у першій команді. Але через травму Марко вибув з гри до кінця сезону.
У травні 2021 року Бурх разом з командою виграв Кубок Швейцарії.
Влітку 2023 року футболіст переїхав до Польщі, де приєднався до столичної «Легії».

### Збірна
З 2021 по 2023 роки Марко Бурх виступав у складі молодіжної збірної Швейцарії.

## Титули
- Переможець Кубка Швейцарії (1):

«Люцерн»: 2020/21
- Володар Суперкубка Польщі (1):

«Легія»: 2025
- Гравець сезону в чемпіонаті Швейцарії: 2022/23[5]